# Gustav Voerg
Gustav Voerg (Germania, 7 giugno 1870 – St. Louis, 21 aprile 1944) è stato un canottiere statunitense.
Voerg partecipò ai Giochi olimpici di Saint Louis 1904 con la squadra Western Rowing Club nella gara di quattro senza, in cui conquistò la medaglia di bronzo.

## Palmarès
In carriera ha conseguito i seguenti risultati:
- Giochi olimpici

St. Louis 1904: bronzo nel quattro senza.